# 허위의식
허위의식(虛僞意識, 독일어: Falsches Bewußtsein 팔셰스 베부스트자인[*], 영어: false consciousness)이란 마르크스주의 사회학에서 어떤 물적, 이념적, 제도적 과정들이 자본주의 사회의 계급행위자를 오도하여 계급간 착취관계를 은폐할 때 그것을 일컫는 용어다. 프리드리히 엥겔스가 처음 사용했다.

## 같이 보기
- 자본주의 사실주의
- 계급의식
- 인지부조화
- 문화 패권
- 내성 착각
- 마르크스주의 소외론
- 정치의식
- 선전 모델
- 스펙터클
- 크리스마스에 찬성하는 칠면조떼
- 의심의 해석학